# 腾巴·马苏库
腾巴·恩兰加尼索·马苏库（英語：Themba Nhlanganiso Masuku，1950年7月7日—），斯威士兰政治人物。曾任斯威士兰代理首相，2020年12月13日就任。2021年7月16日离任。